# 真鏡名ミナ
真鏡名 ミナ（まじきな ミナ）はSNK（SNKプレイモア）の対戦型格闘ゲーム『サムライスピリッツ』シリーズに登場する架空の人物。

## 概要
琉球王国生まれの神女（カミンチュ）（参考：ノロ）。長い白髪と褐色の肌をした少女。そして白い装束を身に纏い、弓を手に取り戦う妖滅師。
生まれつき高い霊力を持っていたため、人々からは畏れられていて常に1人ぼっちだったが、シーサーのチャンプルだけには唯一心を許す。
『サムライスピリッツ零』では、自分の留守中に故郷の村があやかしによって壊滅させられ、そのあやかしを滅するため旅に出る。しかし、エンディングでは闇キ皇の邪気を受けて凶暴化したチャンプルの姿を目にし、チャンプルこそがミナの故郷を滅ぼしたあやかしであったことを悟って、チャンプルを討取るために弓を引く場面で終わる。
『天下一剣客伝』では、強い邪気を感じ取り、滅するために御前試合に参加する。エンディングでは、チャンプルに頼まれて父親の行方を捜している徳川慶寅と会い、父が既に故人となっていたことを知る。父の墓の前に立っている老婆（父親と同じ一族）から、『わしらの言葉でミナは「笑う」って意味なのじゃよ』と語られる。「ミナ」が「笑う」という意味である言語はナコルルらアイヌ民族の使うアイヌ語であり、ミナの父親はアイヌ民族であることが判明した。ミナは父親の思いを知って涙し、チャンプルと共に少しずつ前向きに生きていくというエピローグで締めくくられている。
『SAMURAI SPIRITS（2019）』ではセカンドシーズンDLCの一人目として参戦。右目に包帯を巻いている。『零』のエンディングから続く設定となっており、チャンプルに弓を引いたが、結局は討てなかったという設定。チャンプルの邪気を取り込むことで封印をしているが、そのため全身を巡る邪気によって激痛に苛まれ、以前ほど弓を扱えなくなっている。そのため、戦闘スタイルは弓の両端に取り付けた刃による近接戦闘を取り入れたものとなった。
『Days of Memories 〜大江戸恋愛絵巻〜』でミナの物語は『零』の設定や物語をベースとしているが、『零』で語られなかった「あやかし」の様々な謎や、主人公やナコルルといった第三者の加勢によるもう一つの『零』エンディングのようになっている。また、ナコルルが「ミナ」の意味を語るエピソードがある。
『零』の公式サイトにおけるスタッフ座談会中での発言によると、「サムライスピリッツの正統ヒロインであるナコルルへの挑戦」を意識した結果、ナコルルと対比される点（出身地、服装など外見設定、戦法の違い）が盛り込まれたという。
性格は『零』のディレクターの趣味によるものが大きく、前述のスタッフ座談会では『ミナのような子に「近寄らないで」と言われたら最高』という主旨のことを述べている。

### チャンプル
ミナの唯一の友達であるシーサー。青い頭巾とパンツを身に着けた二頭身のぬいぐるみのような容姿と、甲高い声を持つ。幼い子供のような足取りで二足歩行するなど、外見はあまりシーサー（獅子）らしくはないが、『零』のエンディングでは一般的なシーサーに近い、四足歩行の巨大な獣の姿を見せている。
ミナの戦闘中にも姿を見せるが、他の動物キャラクターのように攻撃などはしない（なお、ミナが負けると1回目では呆然し、2回目では泣き出してしまう）。家庭用『天下一剣客伝』のEXミナのみ攻撃補助が可能。
家庭用『天下一剣客伝』では、単独の操作キャラクターとしても参戦する。単独版が使う奥義（武器飛ばし必殺技）では恐ろしい一面を見せる。エンディングでは、3匹の同族が登場。ミナはチャンプルに仲間と共に生きるようにと別れを告げるが、チャンプルはミナと共に生きる道を選ぶ。エピローグでは、ミナとチャンプルがその後もずっと友達として日々を送ったことが語られている。
ミナの故郷を滅ぼしたあやかしの正体であった『零』とは対照的に、『天下一剣客伝』ではそのような展開はなく、最後までミナの友達として描かれる。
PlayStation 2版の『零』と『天下一剣客伝』のセーブデータアイコンはチャンプルになっている。

## ゲーム上の特徴
弓を使うという関係から、通常技の攻撃はほとんどが矢を放つ飛び道具という掟破り的な性能となっており、対戦相手（妖怪腐れ外道など）によってはほぼ完全に動きを封じることもできる。その一方で極端に打たれ弱く、『零』では怒り中の覇王丸の遠距離立ち大斬りで即死する、といったこともある。なお、この点は『零SPECIAL』『天下一剣客伝』と段階を踏んで改められた。

## 技の解説

### ミナの技

#### ミナの必殺技
地弓心（ちきゅうしん）
矢を数本まとめて弓につがえ、連続で撃ち放つ。
天弓心（てんきゅうしん）
飛び上がってから斜め下に矢を連続して撃つ。
スンガンの誘（いざな）い
真上に矢を撃ち、上空にストックを作る。5本まで溜められる。「スンガン」とは死神を意味する言葉。
スンガンの迎え
相手を指し示し、「スンガンの誘い」で撃った矢を頭上から落とす。
シニマブイの嘆き
前方に飛び込みつつ後方に向かって矢を撃つ。「シニマブイ」とは死霊を意味する言葉。
カジフチ
空中からの緩やかな錐揉みキック。「カジフチ」とは台風を意味する言葉。
チャンプル こっちおいで
背景にいるチャンプルを、ミナの近くに動かす。「おやすみなさい」（後述）状態では効果がない。
チャンプル おやすみなさい
チャンプルを寝かせる。寝ている間は何も喋らない他、「こっちおいで」で動かすこともできない。また、再度この技を使うことで寝ているチャンプルを起こすことができる。
チャンプル なにかだして
『天下一剣客伝』のEXミナが使用する補助技。チャンプルがその場でランダムにアイテムを召喚する。
チャンプル あれとって
『天下一剣客伝』のEXミナが使用する補助技。チャンプルが画面内にあるアイテムを拾う。ただし、ミナより遠いところに回復アイテムがあるとチャンプル自身が食べてしまう。
チャンプル つかまえて
『天下一剣客伝』のEXミナが使用するチャンプルを使った攻撃技。チャンプルが対戦相手を一定時間捕まえる。

#### ミナの武器飛ばし技、絶命奥義、秘奥義
ウミチムンの怒り
『零』と『零SPECIAL』の武器飛ばし技。『天下一剣客伝』では通常の必殺技（EXミナでは武器飛ばし技）。弓をバネにして空中に飛び上がり、その後に真上からの急降下踏みつけを仕掛ける。
「ウミチムン」とは御三物を意味する言葉。火の神の御神体である3つの石のこと。
ニルヤ・カナヤの呪縛
『零SPECIAL』の絶命奥義。『天下一剣客伝』では武器飛ばし技。矢を一本撃った後、それが当たった相手にありったけの矢を連続して撃ち続ける。
「ニルヤ・カナヤ」とは海の底にあるという神の国のこと。ニライ・カナイとも言う。
ミトゥンチの裁き
『天下一剣客伝』の秘奥義。「スンガンの誘い」のモーションで真上に矢を放った後、時間差を置いて無数の矢が空から降り注ぐ。
「ミトゥンチ」とは3つの殿内（トゥンチ）の総称。

### チャンプルの技
チャンプルはパピィなどの他の動物キャラクターとは違い、オリジナルの技で戦う。

#### チャンプルの必殺技
うさがみそーれー。
矢の形をした飛び道具を飛ばす。
わじわじー。
山なりの軌道で飛ぶフライングヘッドバット。
ゆたさいびーん。
ミナが勝利時に被る笠で飛び道具を跳ね返す。
ふらーふーじー。
ミナが勝利時に被る笠で当て身をして反撃する。
んじちゃーびら。
後方に走って移動する特殊動作。
はぁやぁ。
「んじちゃーびら。」中に画面端で出す追加攻撃。三角跳びの要領で突撃する。
わちゃく。
「んじちゃーびら。」中に出す追加攻撃。急停止して、石を蹴り飛ばす。

ちゃーびらさい。
ワープ技。

#### チャンプルの武器飛ばし技
くるさりんどー。
『零』のエンディングで見せた獣の姿に変身して突進したあと、相手を殴り飛ばす。

## 登場作品
- サムライスピリッツ零
  - サムライスピリッツ零SPECIAL
- サムライスピリッツ 天下一剣客伝
- SAMURAI SPIRITS (2019年のビデオゲーム)
- Days of Memories 〜大江戸恋愛絵巻〜

## キャスト

### ミナ
- 雪野五月 - 『サムライスピリッツ零』『サムライスピリッツ零SPECIAL』
- 大沢つむぎ - 『サムライスピリッツ 天下一剣客伝』『共闘ことばRPG コトダマン』[2]
- 田中理恵 - 『クイーンズゲイト スパイラルカオス』
- 米本早希 - 『侍魂オンライン-朧月伝-』[3]
- 石川由依 - 『SAMURAI SPIRITS (2019)』

### チャンプル
- 生天目仁美 - 『サムライスピリッツ零』『サムライスピリッツ零SPECIAL』
- 釘宮理恵 - 『サムライスピリッツ 天下一剣客伝』

## 関連人物
- レラ (サムライスピリッツ)
- いろは (サムライスピリッツ)
- 妖怪腐れ外道